# Брюханов, Алексей Иванович
Алексей Иванович Брюханов (1923, Южа —1943) — сержант Рабоче-крестьянской Красной Армии, участник Великой Отечественной войны, Герой Советского Союза (1943).

## Биография
Алексей Брюханов родился 15 марта 1923 года в городе Южа (ныне — Ивановская область) в рабочей семье. Рано остался без родителей, воспитывался старшей сестрой. Не окончив школу, пошёл работать. Был рабочим, затем помощником мастера на Южской прядильно-трикотажной фабрике. В 1942 году был призван на службу в Рабоче-крестьянскую Красную Армию. Участвовал в Сталинградской битве, с боями дошёл до Днепра. К октябрю 1943 года сержант Алексей Брюханов командовал отделением 320-й отдельной разведывательной роты 193-й стрелковой дивизии 65-й армии Центрального фронта. Отличился во время битвы за Днепр.
15 октября 1943 в ходе форсирования Днепра в районе посёлка Лоев Гомельской области Белорусской ССР вместе с группой разведчиков Брюханов первым переправился через реку на западный берег и уничтожил немецкий дзот, обеспечив тем самым успех переправы всего батальона. 17 октября 1943 года погиб в бою. Был похоронен в деревне Колпень того же района, в 1957 году перезахоронен в братской могиле в деревне Козероги.
Указом Президиума Верховного Совета СССР от 30 октября 1943 года за «образцовое выполнение боевых заданий командования на фронте борьбы с немецкими захватчиками и проявленные при этом мужество и героизм» сержант Алексей Брюханов посмертно был удостоен высокого звания Героя Советского Союза. Был также награждён орденами Ленина и Отечественной войны II степени, а также рядом медалей.

## Награды и звания
- Герой Советского Союза (1943, посмертно)
- Орден Ленина
- Орден Отечественной войны II степени

## Память
Мемориальная доска в память о Брюханове установлена Российским военно-историческим обществом на школе № 2 города Южа, где он учился.
Имя Героя носит одна из улиц в деревне Крупейки Лоевского района Гомельской области.